# Honsu
Honsu je bil staroegipčanski bog Lune. Njegovo ime pomeni potnik in bi se lahko nanašalo na nočno potovanje Lune preko neba. Skupaj s Totom je simboliziral minevanje časa. Pomemben je bil za ustvarjanje novega življenja in vsa živa bitja. V Tebah je bil poleg matere Nut in očeta Amona član tebanske triade.

## Mitologija
Honsujevo ime Potnik izhaja iz  Luninega (egipčansko Iah) potovanja preko nočnega neba. Njegova druga imena so tudi podkupovalec, stezosledec in branilec, ker so menili, da čuva nočne potnike. Kot bog svetlobe v temi, je bil Honsu  priprošnjik za zaščito pred divjimi živalmi in zdravilec. Menili so, da so takrat, ko Honsu prižge polno luno, ženske in živali plodne in da se vse nosnice in grla napolnijo s svežim zrakom. 
Ime Honsu se lahko tolači tudi kot »kralj posteljice (placente)«. V zgodnjem obdobju so menili, da ubija vladarjeve (faraonove) sovražnike in izvleče njihovo drobovje   za vladarjevo rabo. Zaradi tega krvoločnega aspekta so ga imeli za boga, ki »živi od src« oziroma »se hrani s srci«. Kasneje so ga začeli še bolj povezovati s posteljico in v njem videli pobóženo faraonovo posteljico in boga, vključenega v rojevanje otrok.

## Atributi
Honsu je običajno upodobljen kot mumija s simboli otroštva - kodrom ali kito las ob strani in ogrlico menat  s pastirsko palico in cepcem. Tesno je bil povezan z drugimi božjimi otroki kot sta Hor in Šu. Včasih je upodobljen s sokolovo glavo na glavi, podobno kot Hor, s katerim je bil povezan kot zaščitnik in zdravilec, okrašen s sončnim diskom in polno luno.
V piramidnih in sarkofaških besedilih je prikazan v njegovem krutem aspektu.  Pomemben postal šele v Novem kraljestvu, ko so ga imeli za »največjega boga od velikih bogov«. Večina tempeljskega kompleksa v Karnaku je bila v ramzeškem obdobju osredotočena prav nanj. Njegov tempelj v Karnaku je v dokaj dobrem stanju. Na enem od zidov je prikazana kozmogenija, v kateri je Honsu prikazan kot velika kača, ki v stvarjenju sveta plodi kozmično jajce.
Glavna središča Honsujevega čaščenja so bila Memfis, Hibis in Edfu.

## Razvoj
V Srednjem kraljestvu je Honsu kot sin Nut v Tebah postopoma nadomestil boga vojne Montuja. Za Honsujevega posvojitelja in krušnega očeta so imeli boga Amona, ki je bil pomemben že med vzponom Teb, njegovo ženo Vosret pa so zamenjali z Nut. Ker sta bila Honsu in Nut zelo blaga bogova,  je Montu postopoma izgubil svoje bolj agresivne aspekte. 
V umetnosti so Honsuja upodabljali kot moža z glavo sokola, ki nosi polmesec mlade lune proti  disku polne lune. Na glavi ima koder ali kito las, kakršno so nosili egipčanski otroci, in je predstavljala Honsuja kot otroka. Ostali del glave so brili. Občasno je bil upodobljen kot mladenič s cepcem faraona in ogrlico menat ali na hrbtu gosi, ovna ali dveh krokodilov. Njegova sveta žival je bila pavijan, katerega so stari Egipčani imeli za lunino žival.

## V ljudski kulturi
V egipčanski mitološki trilogiji Kanske kronike je Honsu kot bog Lune  eden od igralcev v družabni igri senet, v kateri bi glavna junaka Sadi in Karter z zmago dobila tri ure časa, potrebnega za prehod skozi Hišo noči.